# قطعنامه ۱۱۶۶ شورای امنیت
قطعنامه ۱۱۶۶ شورای امنیت سازمان ملل متحد که در تاریخ ۱۳ مه ۱۹۹۸ تصویب شد، سندی بین‌المللی دربارهٔ دادگاه بین‌المللی برای یوگسلاوی سابق (ICTY) است. این قطعنامه طی نشست ۳۸۷۸ام با ۱۵ رای موافق، ۰ مخالف و ۰ ممتنع تصویب شد.